# آنیوی (کولیما)
آنیوی (یاقوتی: Өньүүй) یک رود در یاقوتستان کشور روسیه است.